# Jak se přestat bát a začít žít
Jak se zbavit starostí a začít žít je kniha od Dale Carnegieho, která má napomáhat k sebezdokonalování čtenáře. Poprvé byla vydána v roce 1948 ve Velké Británii v roce 1948; český překlad vyšel ve více vydáních, i jako audiokniha.

## Obsah knihy
Carnegie v předmluvě vysvětlil, že knihu napsal, protože „byl jedním z nejnešťastnějších chlapců v New Yorku“. Řekl, že si přidělával starosti, protože nenáviděl své životní postavení, což přičítal tomu, že chtěl přijít na to, jak se zbavit starostí.
Ve své knize Carnegie vysvětluje čtenářům jak:
- Okamžitě odstranit 50 % pracovních starostí
- Snížit finanční starosti
- Obrátit kritiku ve svůj prospěch
- Vyhnout se únavě a vypadat stále mladě
- Přidat si hodinu denně k životu v bdělém stavu